# Чапаево (Астраханская область)
Чапа́ево — село в Камызякском районе Астраханской области России. Входит в состав Каралатского сельсовета. До 2015 года административный центр Чапаевского сельсовета. Население — 429 человек (2014), 50 % из них — казахи, 48 % — русские (2002) .

## История
Сначала село Чапаево называлось «Полянский», с 1931 года — «14 лет Октября», с 1940 года — «Чапаево».
В 1940 году и рыбзавод и само село переименовали в честь героя Гражданской войны В. И. Чапаева.
Законом Астраханской области от 3 июня 2015 года № 31/2015-ОЗ, муниципальные образования «Каралатский сельсовет» и «Чапаевский сельсовет» были преобразованы, путём их объединения, в муниципальное образование «Каралатский сельсовет» с административным центром в селе Каралат, Чапаево вошло в состав нового сельсовета.

## География
Село расположено в пределах Прикаспийской низменности в южной части Астраханской области, в дельте реки Волги и находится на острове, образованном реками Костыль, Большая Чёрная, Кизань, Табола, вдоль излучины на левом берегу рек Костыль, Большая Чёрная. К северо-востоку остров Соловей.
Уличная сеть состоит из 11 географических объектовул. Боевая, ул. Восточная, ул. Гагарина, ул. Заводская, ул. Зелёная, ул. Кирова, ул. Колхозная, ул. Пролетарская, ул. Пушкина, ул. Советская, ул. Степная.
Климат умеренный, резко континентальный, характеризуется высокими температурами летом и низкими — зимой, малым количеством осадков, а также большими годовыми и летними суточными амплитудами температуры воздуха.

## Население
| 2002 | 2010 | 2012 | 2013 | 2014 |
| ---- | ---- | ---- | ---- | ---- |
| 464  | ↘450 | ↘442 | ↘435 | ↘429 |

В 1950-х население села составляло 4,5 тысяч человек, из них две тысячи работали на рыбзаводе.
Национальный и гендерный состав
По данным Всероссийской переписи в 2010 году, численность населения составляла 450 человек (204 мужчины и 246 женщин, 45,3 и 54,7 %% соответственно).
Согласно результатам переписи 2002 года, в национальной структуре населения казахи составляли 50 %, русские 48 % от общей численности населения в 466 жителя.
| Национальность | Численность (2010) | Процент |
| -------------- | ------------------ | ------- |
| Казахи         | 217                | 47,4 %  |
| Русские        | 206                | 45 %    |
| Немцы          | 6                  | 1,3 %   |
| Татары         | 6                  | 1,3 %   |
| Кумыки         | 4                  | 0,9 %   |
| Украинцы       | 3                  | 0,7 %   |
| Чеченцы        | 3                  | 0,7 %   |
| Не указана     | 13                 | 2,8 %   |
| Всего          | 458                | 100 %   |

## Инфраструктура
Ведущей отраслью хозяйства выступает рыбоводство, в селе работает рыбзавод, основанный ещё в 1918 году. 16 февраля 1963 года он вошёл в состав рыбзавода им. С. Г. Кирова как отдельный цех. С 1999 года это опять отдельное предприятие.
Среди учреждений социальной сферы в сельсовете действуют фельдшерско-акушерский пункт, детский сад и средняя школа (построенные в 1989 году), дом культуры на 100 мест, сельская библиотека.

## Транспорт
Стоит у региональной автодороги «Камызяк — Каралат (от автостанции)» (идентификационный номер 12 ОП РЗ 12Н 090).
Остановка общественного транспорта «Чапаево».